# Er waren twee koningskinderen
Er waren twee koningskinderen was een Nederlandse tv-serie van de AVRO uit 1982.
De serie had zeven afleveringen, die tussen 5 januari 1982 en 16 februari 1982 werden uitgezonden. De serie werd geproduceerd door Wim Leeuwenkamp. Het scenario werd geschreven door Ger Beukenkamp en Dick van den Heuvel en Job Maarse was verantwoordelijk voor de muziek. De titelsong Er waren twee Koningskinderen werd gezonden door Bill van Dijk en was gebaseerd op gelijknamige middeleeuwse ballade.
Het verhaal gaat over de kinderen Annie en Klaas Koning. Hun ouders komen om het leven bij een auto-ongeval, waarna de maatschappelijk werker Gomperts ze in een tehuis wil plaatsen. De kinderen willen echter graag thuis blijven wonen. Hun bemoeizuchtige tante Lydia zorgt ervoor dat Annie ten einde raad wegloopt. Nadat Lydia in het ouderlijk huis intrekt loopt ook Klaas weg. Op de vlucht voor de politie weten ze elkaar weer terug te vinden en keren uiteindelijk terug naar huis. 

## Rolverdeling
| Acteur           | Personage         |
| ---------------- | ----------------- |
| Esther Prins     | Annie Koning      |
| Oscar Geitenbeek | Klaas Koning      |
| Wim Kouwenhoven  | Meneer Gomperts   |
| Joss Flühr       | Tante Lydia       |
| Jaap Stobbe      | Oom Gerard        |
| Olga Zuiderhoek  | Buurvrouw         |
| Wim Serlie       | Rechercheur       |
| Paul van Gorcum  | Meneer Breukhoven |
| Con Meijer       | Egbert            |
| Marcus Steffers  | Joop              |
| Nel Snel         | Oma               |
| Robert Funcke    | Verslaggever      |
| Dolf de Vries    | Advocaat          |